# Nilfisk- og Nimbusfabrikkerne som Skole
|  | Denne artikel er oprettet af botten PalnaBot ud fra en ekstern database. Den kan derfor have sproglige fejl eller mangler. Denne skabelon kan fjernes efter kontrol af indholdet. |

Nilfisk- og Nimbusfabrikkerne som Skole er en film med ukendt instruktør.

## Handling
Hen mod krigens afslutning i april 1945 vælter flygtninge ind over de danske grænser og indlogeres på skoler, bl.a. Søndermarksskolen. Derfor stiller Nilfisk- og Nimbusfabrikkerne på Peter Bangsvej 30 lokaler til rådighed for Folkeskolen. Vi er både med til undervisning og på legepladsen sammen med børnene. Så lyder luftalarmen og børnene må i kælderen. Til slut billeder fra befrielsen 5. maj 1945.